# 情人箭

《情人箭》，天地圖書出版社版本，1999年出版

《情人箭》為古龍早期作品，因于志宏年表有誤，歷年均以為本書出於《浣花洗劍錄》之後，所以被列為中期作品，然風格筆觸皆不如《浣花》成熟，後經考證，應於1963年4月至1964年8月真善美出版。1976年11月修訂本《怒劍》由漢麟出版，幾無更改。1979年5月至1981年2月〈大華晚報〉連載《怒劍》。書中末章〈後記〉似乎預告著續集，然無下文。

## 故事大綱
月圓之夜時，情人箭與死神帖必定會出現，而且會殺害該人，此事令江湖人士議論紛紛。

展夢白之父，仁义四侠之首展化雨也身受其害，展夢白決定請求神醫秦瘦翁相助。

但因展夢白曾得罪秦瘦翁，秦瘦翁故意延遲救助展化雨，以致展化雨回天乏術。而由于不敢得罪据传唯一能解情人箭之毒的秦瘦翁，本是展化雨至交好友的武林人士竟无人为其主持公道，这令展梦白心灰意冷， 离家出走。

在父亲墓前，展梦白遇到了一个神秘黑衣女子，又救助了被奸人所害的秦铁篆，受托要将布旗门信物白布旗托付给一个可靠的掌门……
江湖上血雨腥风，立誓要找出情人箭主使为武林除害的展梦白义字当先，侠气逼人，却鲁莽冲动。他能不能解开情人箭之谜呢？

## 主要人物
- 展夢白：男主角。仁義四俠之首展化雨之子。為人剛正，寧折不彎。在帝王谷主、蕭飛雨等人幫助下歷盡艱險揭穿情人箭的陰謀。
- 蕭飛雨：帝王谷主之女。展夢白的情人，聰明善良，容貌出眾。屢次幫助展夢白。

## 次要人物
- 蕭王孫：武林一代奇人，帝王谷主。善機關五行之術。與藍大先生一戰轟動江湖。
- 藍大先生：本名藍天，武林第一俠，傲仙宮主人。
- 杜雲天：七大名人之一。兵器為「離弦箭」，綽號「有去無回」。帶愛女杜鵑奔波江湖，因杜鵑幫助展夢白。
- 杜鵑：杜雲天之女。被展夢白所救，暗戀展夢白，屢受刺激變得神智失常。
- 金非：蕭飛雨舅舅。中條七惡之一。號「無腸君」。被杜雲天一掌震下中條山陰絕壑中。
- 七指神翁：風入松、風散花的師傅，有七指，發明「四弦弓」，傳奇高人。
- 風入松、風散花：武林「第一名人」。四弦弓「七大名人」之首。
- 宮伶伶：宮錦弼孫女。被展夢白所救，暗戀展夢白。
- 蘇淺雪：絕色美人。一個有着無比野心的女人。
- 秦瘦翁：世上惟一能解「情人箭」之毒的神醫。
- 唐迪：唐無影之子，唐門主人。號「搜魂手」。
- 楊璿：人品卑劣，屢次陷害展夢白。

## 小說目錄
- 第一卷：

1. 死神帖與情人箭
2. 恨滿長天
3. 山巔晨霧濃如煙
4. 斷腸迷離風和雨
5. 不白之冤
6. 粉侯風流
7. 壯哉劍雄
8. 花艷花狂
9. 飛鶯劍氣亂桃花
10. 箭雨煙鶴
11. 太湖男兒
12. 嘯雨揮風
13. 吹皺一池春水

- 第二卷：

1. 天锤
2. 天下第一江山
3. 煙雨風雲
4. 波譎雲詭
5. 烈火夫人
6. 百花園
7. 帝王谷
8. 幾番風雨
9. 多少情仇
10. 無腸情仇
11. 忠肝鐵膽
12. 崑崙雙絕
13. 因禍得福

- 第三卷：

1. 疑雲疑雨
2. 撲朔迷離
3. 一錯再錯
4. 煉魂潭中
5. 斷腸石
6. 雷霆劍
7. 驅車下江南
8. 冷夜渡關山
9. 迷林詭異
10. 花朝舊事
11. 變生意外
12. 武林大豪的婚事
13. 解鈴常是繫鈴人

- 第四卷：

1. 武林大豪的婚禮
2. 滿堂飛花
3. 生死雷霆
4. 生死邊緣
5. 龍爭虎鬥
6. 火煉鴛鴦
7. 烈火情焰
8. 鐵騎傳驚訊
9. 風雨會荊州
10. 故佈疑雲
11. 故人之恩
12. 洞庭群龍
13. 風消雲散

- 〈後記〉